# Miner 2049er
Miner 2049er ist ein Heimcomputer-Spiel des US-Amerikaners Bill Hogue und wurde im Jahr 1982 von der Firma Big Five Software veröffentlicht.

## Geschichte
Unter dem Firmennamen Big Five Software begann Bill Hogue Ende der 70er-Jahre, kommerzielle Computerspiele für den RadioShack TRS-80 Computer zu schreiben und zu vertreiben. Er entwickelte für diesen Computer etliche Spiele, die sich an die Arcade-Spiele der damaligen Zeit anlehnten: Super Nova (Asteroids), Attack Force (Targ), Cosmic Fighter (Astro Fighter), Galaxy Invasion (Galaxian), Meteor Mission II (Lunar Rescue), Robot Attack (Berzerk) und Defense Command (Missile Command).
Im Jahr 1982, als die Popularität des TRS-80 mit seinem niedrig auflösendem Monochrom-Bildschirm abnahm, schrieb Hogue sein nächstes Spiel Miner 2049er für den Atari 800. Aufgrund seiner Popularität folgten Portierungen auf verschiedene Computerplattformen (Apple II, Atari 2600, Atari 5200, Commodore 64, ColecoVision, TI-99/4A, VC-20). Der Name des Spiels ist eine Anspielung auf das Lied Oh My Darling, Clementine, in dem ein „Miner Forty-Niner“ erwähnt wird. Auch die Titelmusik von Miner 2049er entspricht der Melodie von Oh My Darling, Clementine.
Ziel des Spiels ist es, mit der Hauptfigur "Bounty Bob" durch Ablaufen eines Gerüsts (der Aufbau ist vergleichbar mit den Gerüsten von klassischen Jump and Run Plattformspielen wie Donkey Kong) dieses komplett einzufärben. Kleine schlecht gelaunte Mutanten wandern auf festen Bahnen ebenfalls das Gerüst ab und können nur durch die Aufnahme von stilisierten Alltagsgegenständen kurzzeitig freundlich gestimmt – und damit gefahrlos beseitigt werden. Jedes der 10 Level hat zudem ein bestimmtes Motto (Rutschen, Saugrohre, radioaktiver Abfall, …).
Ein Nachfolger zu Miner 2049er wurde im Jahr 1985 unter dem Titel Bounty Bob Strikes Back! veröffentlicht, welches spielerisch deutlich anspruchsvoller war (25 statt 10 Level, variable Sprungweite der Hauptfigur, mehr interaktive Elemente). Dieses Spiel erreichte aber bei Weitem nicht den Verbreitungsgrad wie der Vorgänger. Mit Miner 2049er Again ist ein Remake für Windows zum kostenlosen Download (Freeware) erschienen.